# 広沢俊
広沢 俊（ひろさわ とし、1969年1月10日 - ）は、日本のダンサー、俳優、スタントマン、マスコットコーディネーター、モーションアクター、チアリーディングコーチ、器械体操コーチ、トランポリンコーチ。
東京都出身。身長は170cm。

## 経歴
日本体育大学体育学部卒。専攻は体操・コーチ学。中学生のころにスタントマンを目指すも、ブレイクダンスブームによってダンスに夢中になる。その後、1987年よりダンサーとして活動。ダンス甲子園、DANCE DANCE DANCEをはじめ、数多くのダンス番組に出演し人気を博すが、ダンスブームの衰退とともに、1994年ごろよりスタントマン・マスコットパフォーマーに転向、現在に至る。スポーツのマスコットからテレビ番組のマスコットまで、出演やコーディネートを幅広くこなす。2003年にはメジャーリーグのアトランタ・ブレーブスのマスコットにも合格しているが条件が合わず辞退している。活動としては出演することがほとんどだが、アクションのコーディネートやダンスの振付も行う。ハリウッド作品やボリウッド作品に出演するなど、海外作品にも積極的に参加している。チアリーディングのコーチでは国内外の競技会で好成績を修め、国際試合での日本代表のコーチも務める。

## 出演作品

### テレビ
- フジテレビ DANCE DANCE DANCE(1990) ウィークリーチャンピオン
- パワーレンジャーシリーズ
  - パワーレンジャー Mighty Morphin' Power Rangers(1996) - ブラックレンジャー、アクェイター・ブルーレンジャー
  - パワーレンジャー・ジオPower Rangers Zeo(1996) - ジオレンジャー・3・ブルー
  - パワーレンジャー・ダイノチャージ Power Rangers Dino Charge(2015)
- ウルトラマンティガ(1996 - 1997) - トランポリンスタント
  - 第7話「地球に降りてきた男」 - レギュラン星人[5]
- 三億円事件〜20世紀最後の謎
- 世にも奇妙な物語 春の特別篇
- 明智光秀〜神に愛されなかった男〜
- 紅白歌合戦
- ポンキッキシリーズ
- 空飛ぶ!爆チュー問題 クリスマスライブ2008
- NHK大河ドラマ平清盛(2012)
- 好好!キョンシーガール〜東京電視台戦記〜(2012)
- 天才たけしの元気が出るテレビ高校生制服対抗ダンス甲子園 - T-BOYSリーダー
- さんまのナンでもダービー
- テレビスポーツ教室「中国武術・南拳入門」
- 柳生十兵衛七番勝負
- NHK Eテレ 歴史にドキリ
- NHK  デザインあ
- テレビ東京 みんな!エスパーだよ!(2013)
- TBS 彼岸島(2013)
- NHK 2014年正月時代劇  桜ほうさら
- NHK 木曜時代劇  鼠、江戸を疾る
- テレビ東京 セーラーゾンビ(2014)
- NHK 木曜時代劇  吉原裏同心(2014)
- TBSテレビ SAKURA〜事件を聞く女〜(2014)
- フジテレビ 信長協奏曲(2014)
- テレビ東京 怪奇恋愛作戦(2015)
- WOWOW 撃てない警官(2016)
- NHK大河ドラマ 真田丸(2016)
- NHK 大河ファンタジー精霊の守り人
  - シーズン2(2016-2017)
  - シーズン3(2017-2018)
- 日本テレビ 嵐にしやがれMJ対決(2017)
- BSスカパー! マグマイザー(2017)
- テレビ東京 アイドル×戦士ミラクルちゅーんず!(2017)
- NHK 志村けん in 探偵佐平60歳(2018)
- WOWOW 監査役 野崎修平(2018)
- BSフジ ガチャムク(2018-)
- テレビ東京 フルーツ宅配便(2019)
- 唐人街探案3 (2019)
- NHK  そろばん侍 風の市兵衛SP ～天空の鷹～(2020)
- NHK  赤ひげ3 (2020)
- NHK  逆転人生 (2021)
- 日本テレビ  ネメシス(2021)
- 米HBO Max TOKYO VICE(2021-2024)
- Netflix KATE (2021)
- NHK大河ドラマ 鎌倉殿の13人(2022)
- NHKドラマ しずかちゃんとパパ(2022)

### 映画
- 破壊王 DRIVE Drive (1997)
- サラリーマン金太郎 (1999)
- ゴジラシリーズ
  - ゴジラ2000 ミレニアム (1999)
  - ゴジラ×メガギラス G消滅作戦 (2000) - 大石一尉[2]
  - シン・ゴジラ(2016) - 応援スタッフ[6]
- クロスファイア (2000)
- 血族 (2004)
- 沈まぬ太陽 (2009)
- しんぼる (2009) - トレーニングコーディネーター
- 47RONIN 47 Ronin (2013) - スタント
- DEAD OR ALIVE
- マッスルヒート
- 渾身 (2013)
- 藁の楯 (2013)
- 劇場版 ATARU THE FIRST LOVE & THE LAST KILL (2013)
- 清須会議 (2013)
- 蜩ノ記 (2014)
- グラスホッパー (2015)
- 太陽 (2016) アクションコーディネート
- 土竜の唄 香港狂騒曲 (2016)
- ラングーン (2017)
- たたら侍 (2017)
- 22年目の告白 (2017)
- 銀魂 (2017)
- 関ヶ原 (2017)
- 執事と殺し屋その妻と愛人 (2019)
- 燃えよ剣 (2021)
- キングダム (2022)
- 雪の花 (2025)

### ビデオ
- 仁義シリーズ (1997 - 2000)
  - 『仁義10 流血の代理戦争』 - 『仁義23 ボディ・ガード』
- 本気!(1997 - 2001)
  - 『本気!7 激突篇』 -  『本気!18 血闘編』
- ウルトラマンネオス(2000 - 2001) - トランポリンスタント
- ダンス甲子園 全4巻
- 大暴れにゃんまげニャー
- ガチャピンチャレンジシリーズ
- 関ジャニ∞ 「ビースト」 ミュージックビデオ
- Sexy Zone 「男 never give-up」 ミュージックビデオ

### コマーシャル
- クリンビュー シャンピングワックス
- 毎日香
- SANKYO 「CRフィーバーしむけん」
- AEONグループ(2005福袋篇)
- グリーンジャンボ宝くじ
- ドリームジャンボ宝くじ
- 日本マクドナルド「マックフルーリー」
- 日本コカ・コーラ アクエリアス ビタミンガード - トレーニングコーディネーター
- 日本コカ・コーラ アクエリアス スリムボトル - トレーニングコーディネーター
- アサヒ飲料 十六茶 「朝会議」篇
- アサヒ飲料 十六茶 「出社」篇
- 江崎グリコポッキー 「旅&PO篇」
- 三幸興業株式会社 「重量挙げ篇」
- アース製薬 「バスロマン」
- 映画盗撮防止キャンペーン啓発CM 「No More 映画泥棒」
- AEONグループ(AEONモールフェス篇)
- JAバンク 「ちょきんの行進 2013」篇
- SBIアラプロモ株式会社アラプラス「ラテンダンス篇」
- ダイハツ ブーン「ブーン隊 デザイン」篇
- ソフトバンク 「ワ・ワ・ワンド －戌年だから、いいじゃないですか。－」篇
- ドールジャパン Web CM 「こちら株式会社ドール バナナ部」
- 映画盗撮防止キャンペーン啓発CM 「No More 映画泥棒 2020」
- 吉野石膏株式会社 webコマーシャル 「全力で 吉野石膏-おかげさまで120周年」
- 岡山トヨペット Road to NINJA [忍者にならざるを得ない国、日本] トランポリンコーディネート

### 舞台
- ポンキッキスプリングコンサート
- 中嶋美智代コンサート - バックダンサー
- 杉良太郎特別公演全国巡業 遠山の金さん
- 北島三郎特別公演 幡随院長兵衛
- 尾張嫁入り物語(2002) - 殺陣
- 矢沢永吉コンサートツアー - バックダンサー
- スガシカオ10周年武道館コンサート - バックダンサー
- オーガスタキャンプ2007スガシカオ - バックダンサー
- E-girls LIVE TOUR 2018 EG11

### その他
- プロ野球マスコット（ジャビット[7]）
- 世界体操競技選手権東京 マスコット
- 体操JAPAN CUP マスコット
- すぽると! マスコット
- みちのくプロレス
- 東京ディズニーランドFEEL THE MAGIC
- K-1 DYNAMITE 2006
- お台場合衆国
- スケアード・ストレイト技法による「中学生交通安全講習」スタント
- 第一興商カラオケLIVE DAM - YOUR STORY 立ち上がれ！オヤジ！ダンスDE親子の絆篇
- モーションキャプチャー アクター
- チアリーディング コーチ
- トランポリン コーチ
- PADIレスキューダイバー